# Joseph Behm
Joseph Behm (* 25. April 1815 in Alsórámóc, Königreich Ungarn; † 8. Mai 1885 in Wesprim, Königreich Ungarn) war ein ungarndeutscher Kirchenmusiker und Komponist.

## Leben
Behm entstammte einer Musikerfamilie: sein Vater Paul Böhm war Kantorlehrer in Asórámóc. Dessen gleichnamiger Vater († 1822) war Kapellmeister an der Kathedrale zu Kalocsa, ein Bruder von diesem, Franz Böhm, führte als Kantorlehrer eigene Kompositionen auf. Behm selbst war in jungen Jahren Chorregent des Hauses Eszterhazy in Eisenstadt. Wann er nach Wesprim (heute Veszprém in Ungarn) kam, ist nicht bekannt, jedenfalls war er dort bereits 1844 Organist und wurde 1867 zum Domkapellmeister ernannt. Er bemühte sich um eine Reformierung der Kirchenmusik in Wesprim und regte u. a. die Gründung eines Pensionsfonds für die Kathedralmusiker an. Er erreichte auch die Einrichtung einer eigenen Organistenstelle, die ab 1875 der böhmische Organist und Komponist Karl Antos innehatte. Behm komponierte eine Reihe kirchenmusikalischer Werke, darunter mehrere Messen und Offertorien sowie ein Salve Regina.

## Werke
- Missa in C
- Missa in B
- Offertorium in Es
- Missa in Es
- Offertorium für Sopran solo, vierstimmigen Chor und Orchester
- Offertorium in D für Alt solo und Orchester
- Salve Regina für Sopran solo und Orchester
- Chorus Graduale in C
- Missa brevis in Es
- Missa brevis in C
- Graduale Laudate Dominum in Sanctis, in C
- Ave Regina, in Es